# Satz von Baily und Borel
Der Satz von Baily und Borel ist ein Lehrsatz der Mathematik, der insbesondere für die Konstruktion von Shimura-Varietäten von Bedeutung ist.
Sei {\displaystyle D} ein hermitescher symmetrischer Raum und {\displaystyle \Gamma } eine torsionsfreie arithmetische Untergruppe von {\displaystyle \operatorname {Hol} ^{+}(D)}, der Zusammenhangskomponente der Eins der Gruppe holomorpher Automorphismen von {\displaystyle D}.
Dann besagt der Satz von Bailey und Borel, dass {\displaystyle D(\Gamma ):=\Gamma \backslash D} als Zariski-offene Teilmenge einer projektiven Varietät {\displaystyle D(\Gamma )^{*}} realisiert werden kann und also eine algebraische Varietät ist.
Die Idee des Beweises ist, dass man {\displaystyle D(\Gamma )^{*}} durch Adjunktion gewisser „rationaler“ Randpunkte zu {\displaystyle D(\Gamma )} gewinnt (Satake-Kompaktifizierung) und dass durch die automorphen Formen von hinreichend großem Gewicht dann {\displaystyle D(\Gamma )^{*}} als abgeschlossener Unterraum in einen projektiven Raum eingebettet werden kann. Beispielsweise kann man für {\displaystyle D=\mathbb {H} ^{2}} (die hyperbolische Ebene) {\displaystyle D(\Gamma )^{*}=\Gamma \backslash (\mathbb {H} ^{2}\cup P^{1}\mathbb {Q} )} wählen, also die endlich vielen Spitzen von {\displaystyle \Gamma } hinzunehmen.